# Coccopygia bocagei
L'astrilde angolana (Coccopygia bocagei Shelley, 1910) è un uccello passeriforme della famiglia degli Estrildidi.

## Descrizione

### Dimensioni
Misura fino a 10 cm di lunghezza.

### Aspetto
L'aspetto è molto simile a quello della congenere ed affine astrilde di Dufresne, della quale questi uccelli sono stati a lungo classificati (e secondo alcuni autori vandano classificati anche adesso) come sottospecie: la testa, il petto ed il dorso sono di colore grigio (con presenza di una banda bianca a forma di mezzaluna sulla gola), le ali sono di colore grigio-olivastro, la coda è nera con codione rosso-arancio, ed il ventre, a differenza delle altre specie congeneri, è di un caratteristico colore giallo limone. Anche in questa specie il maschio presenta la zona delle guance di colore nero, mentre in ambo i sessi gli occhi sono di colore bruno, le zampe sono di color carnicino ed il becco è nero superiormente e giallo-arancio inferiormente.

## Biologia
Si tratta di uccelli diurni e dalle abitudini moderatamente gregarie, che tendono a riunirsi in gruppetti a base prevalentemente familiare che raramente arrivano a contare più di una ventina d'individui.

### Alimentazione
La dieta dell'astrilde angolana è essenzialmente granivora, ma in particolare durante il periodo riproduttivo viene integrata con insetti ed altri invertebrati, oltre che, quando possibile, anche con bacche, frutta, germogli ed altro materiale di origine vegetale.

### Riproduzione
Trattandosi di una popolazione per lungo tempo non riconosciuta come specie a sé stante, mancano informazioni dettagliate riguardo alla riproduzione di questi uccelli: si ritiene tuttavia che essa ricalchi per modalità e tempistica quella delle specie congeneri ed in generale della maggior parte degli estrildidi.

## Distribuzione e habitat
Come intuibile dal nome comune, l'astrilde angolana occupa la porzione centro-meridionale dell'Angola e la Namibia settentrionale.
Il suo habitat è costituito dalle aree di savana in quota, con presenza di cespugli e macchie alberate più o meno estese.

## Tassonomia
Classificati in passato di volta in volta come sottospecie dell'astrilde di Dufresne (col nome di Coccopygia melanotis bocagei) o dell'astrilde dell'Africa Orientale (Coccopygia quartinia bocagei), attualmente questi uccelli vengono visti piuttosto come una specie a sé stante nell'ambito del genere Coccopygia.